# 龍泉寺 (奈良県天川村)
龍泉寺（りゅうせんじ）は、奈良県吉野郡天川村にある真言宗醍醐派の大本山の寺院。山号は大峯山。本尊は弥勒菩薩。山上ヶ岳にある大峯山寺の護持院の1つである。

## 概要

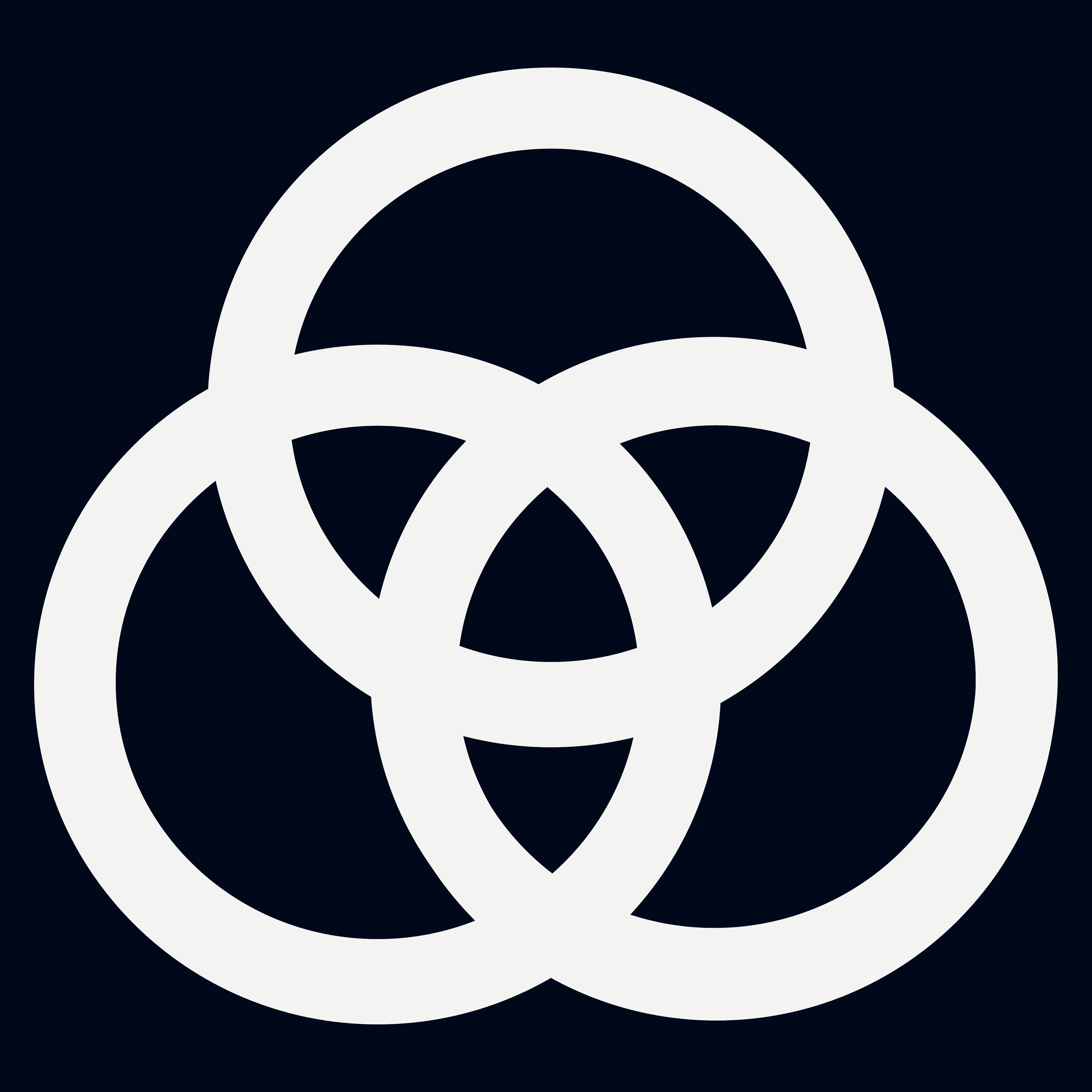
龍泉寺の寺紋。

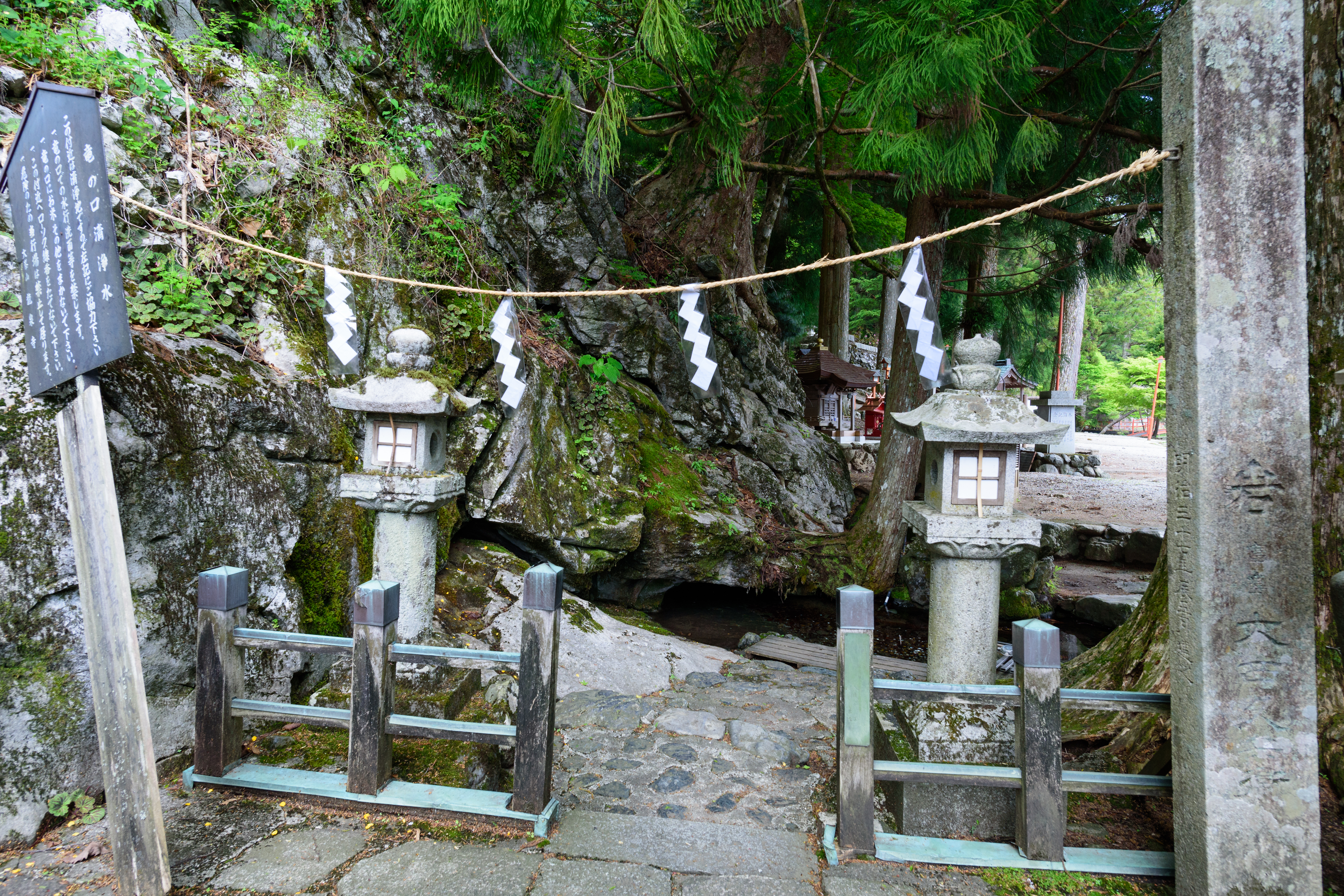
龍の口

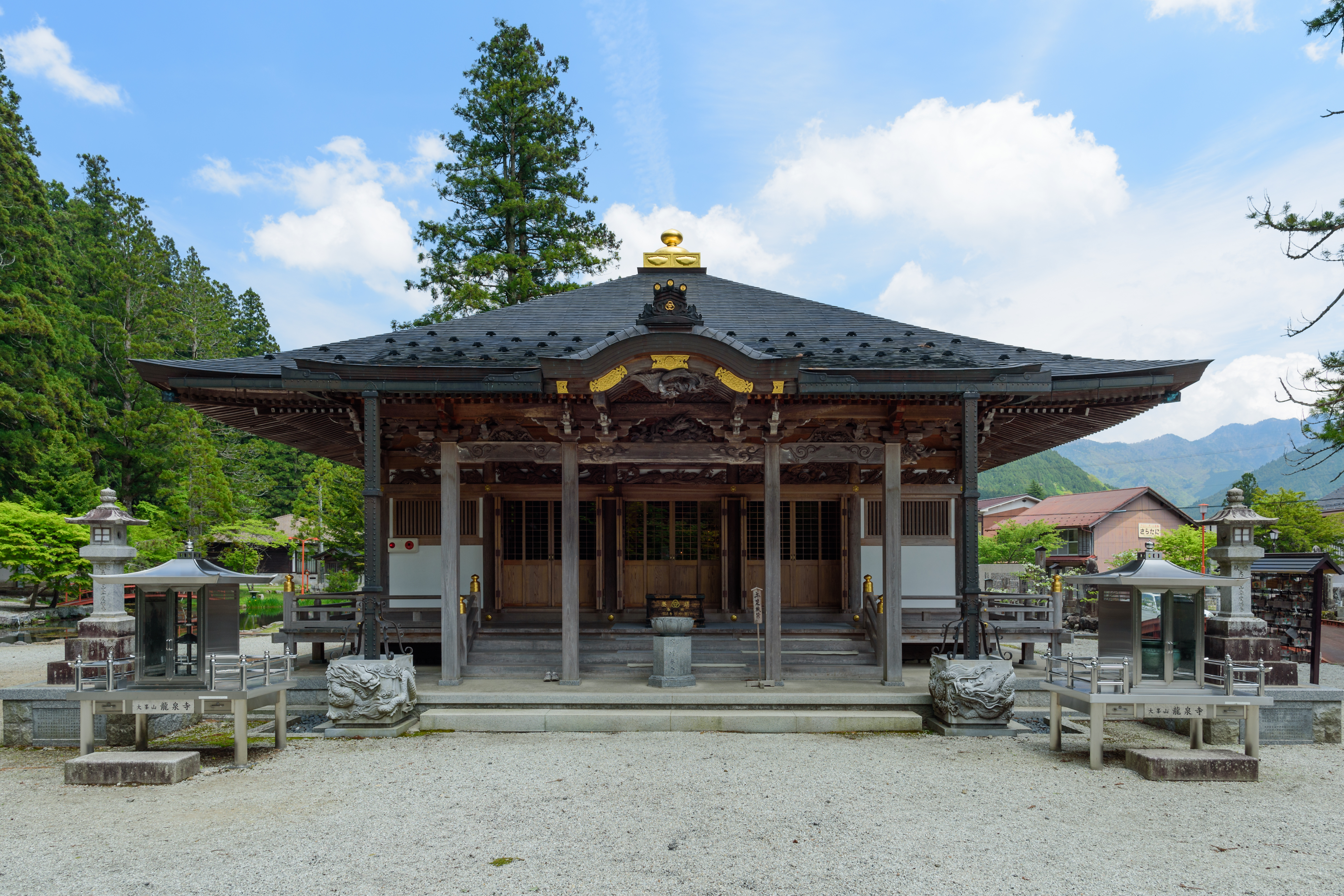
八大龍王堂

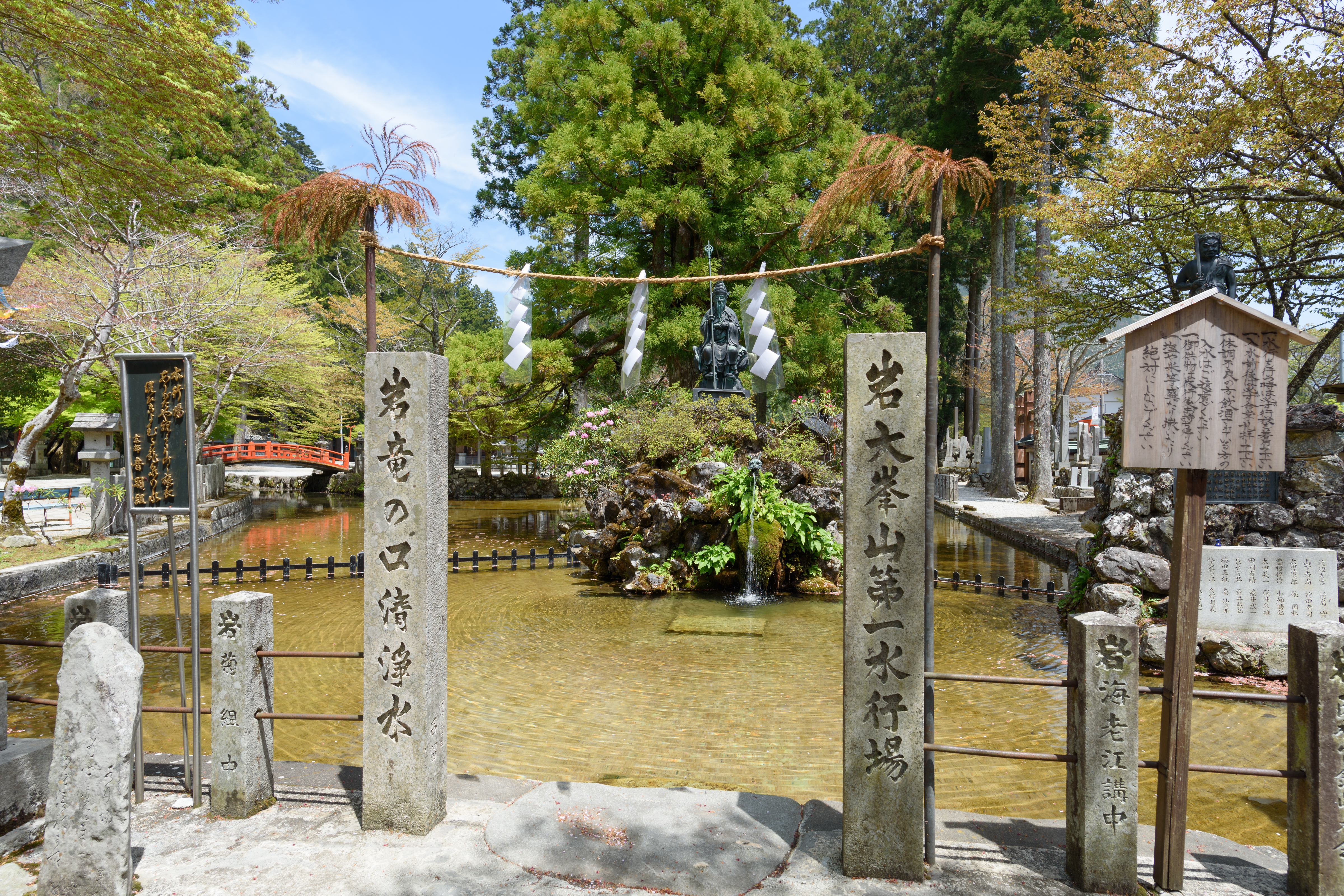
水行場

龍泉寺の境内には「龍の口」と呼ばれる泉から湧き出る清水が流れており、修験者たちから「清めの水」とされている。その先は池となっており大峰山の第一の水行場とされるなど修験道の道場として著名である。
洞川から大峰山（山上ヶ岳）を登る修験者は、宗派を問わず龍泉寺で水行の後、八大龍王尊に道中の安全を祈願するのが慣例となっている。
洞川地区の中心的寺院として龍王講社を組織し、多くの参詣講を組織しているなど、大峯山山上ヶ岳への登拝の出発点となっている。
毎年10月の第2日曜日に、八大龍王堂大祭が行われる。

## 歴史

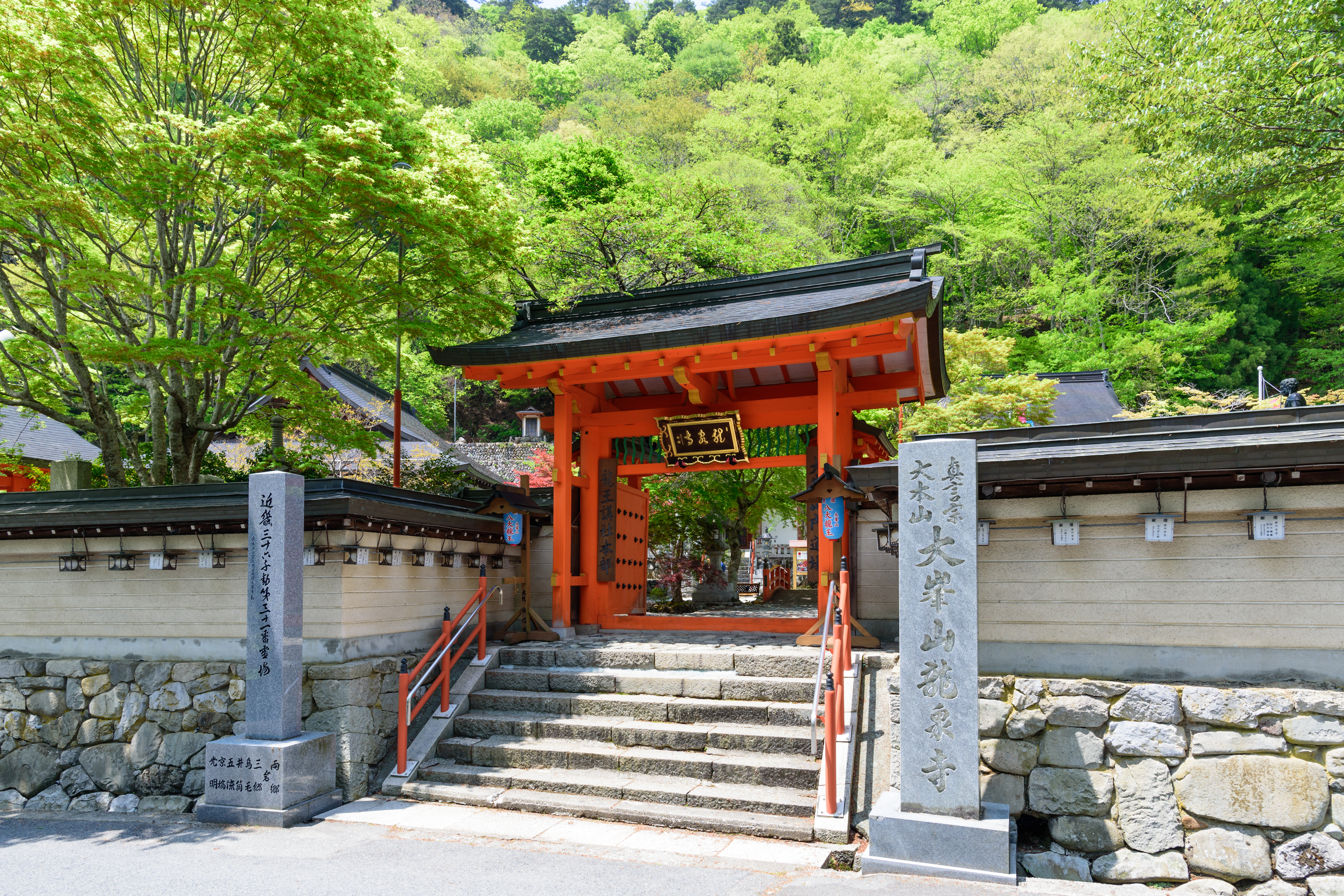
総門

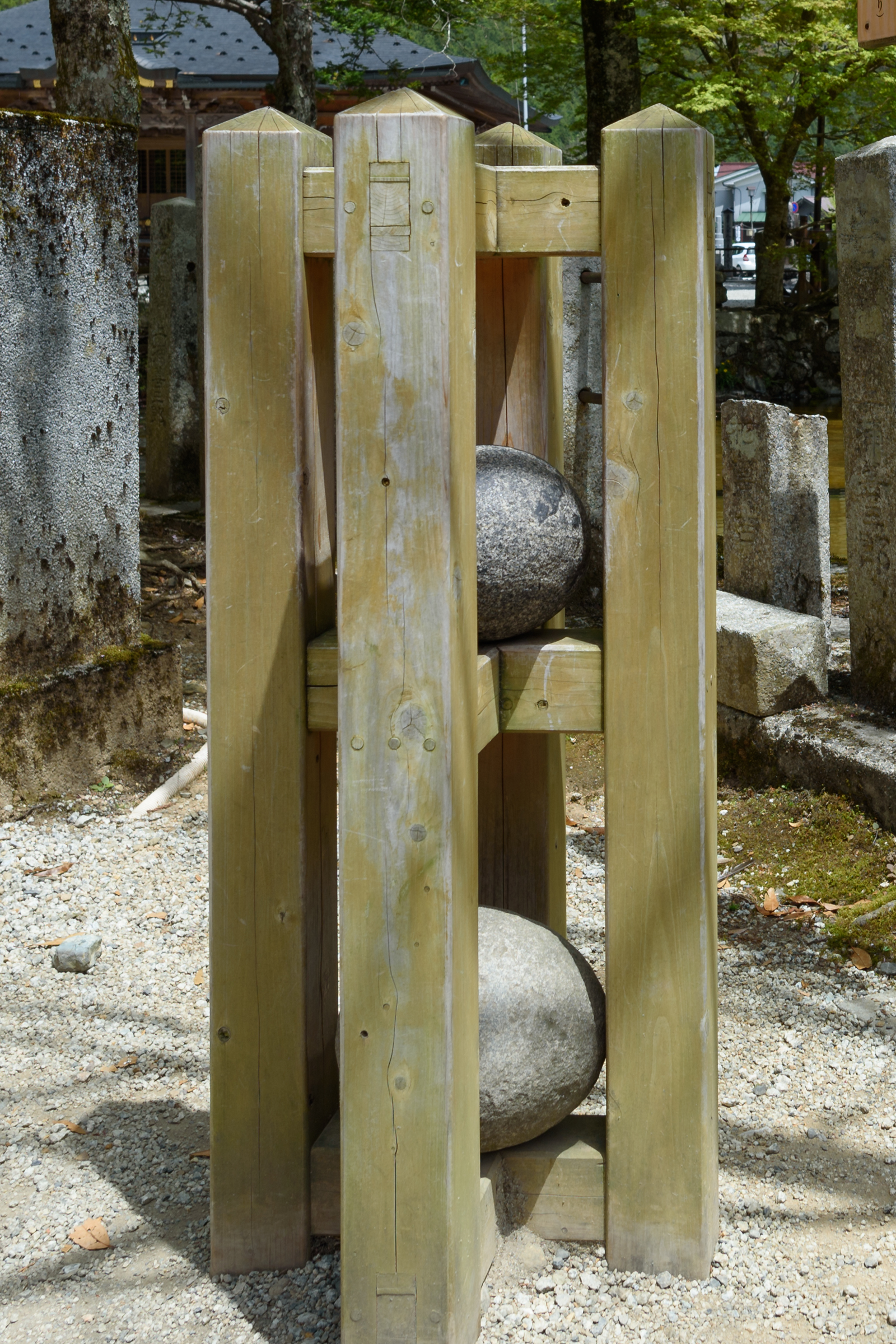
なで石

伝承によれば、文武天皇4年（700年）頃に大峯山で修行していた役小角がこの地に泉を発見し、「龍の口」と名付けてその側に小堂を建てて八大龍王を祀ったという。そして、龍神が住む泉というところから寺名を龍泉寺としたという。これが当寺の起源とされている。
龍泉寺が創建されてから200年ほど後、寺から1kmほど上流にある「蟷螂の岩屋」に雌雄の大蛇が住み付いて人々を襲ったため、修験者たちが訪れなくなり、寺も衰退した。そこで、当山派修験道の祖とされる聖宝（理源大師）が真言の力で大蛇を退治し、寺を再興したという。以降は当山派の有力寺院となる。
明治時代には、吉野にある竹林院、桜本坊、喜蔵院、東南院と共に山上ヶ岳にある大峯山寺の護持院の1つとなっている。
1946年（昭和21年）に洞川大火で八大龍王堂を残して本堂などが焼失するが、1960年（昭和35年）に再興された。また、これまでは女人禁制を固く守っていたが、同年に解禁された。
境内の裏山は県指定天然記念物となっている。

## 境内
- 本堂 - 1960年（昭和35年）再建。
- 神聖殿
- 便殿庫裏 - 滋賀県彦根市の彦根城より移築したもの。彦根城にあった時には大正天皇の行在所となっている。
- 寺務所
- 鐘楼
- 八大龍王堂 - 2001年（平成13年）再建。以前の建物は1946年（昭和21年）の洞川大火で唯一焼失を免れた建物であった。役行者により大峯山の総鎮守とされた八大龍王を祀る。
- 龍の口 - 役行者が発見したものという。
- 龍王の滝 - 龍泉寺が女人禁制を解禁した際、女性修験者の水行場として作られた。
- 池（北側）
- 池（南側） - 大峯山第一水行場がある。
- 弁天堂
- 修験門
- 総門
- 山上参籠所 - 大峯山の山上にある。

## 文化財

### 奈良県指定天然記念物
- 龍泉寺の自然林

## 前後の札所
近畿三十六不動尊霊場
30 如意輪寺　-　31 龍泉寺　-　32 瀧谷不動明王寺
役行者霊蹟札所

## 交通アクセス
所在地：奈良県吉野郡天川村洞川494
- 近鉄吉野線下市口駅より奈良交通バス洞川温泉行にて終点下車（所要1時間30分）、バス停より徒歩5分